# さあ!どうする!
『さあ!どうする!』は、1976年10月1日から同年12月24日までフジテレビ系列局（新潟総合テレビとテレビ大分を除く）で放送されていたフジテレビ製作のバラエティ番組である。全12回。放送時間は毎週金曜 20:00 - 20:54 （日本標準時）。

## 概要
毎回芸能人たちが3人1組のチーム×4組を組んで出場していた番組で、観客を招いての公開方式で行われていた。司会はコント55号の坂上二郎が務めていた。相方の萩本欽一と違い、それまで単独で司会を務めることのなかった坂上にとってはこれが初の単独司会番組となった。

## スタッフ
- プロデューサー：疋田拓
- 構成：高田文夫

## 前半戦
前半戦では、出場者たちが2枚のカードを使ったゲームに挑戦していた。目の前に出されたカードの中から「合格」カードを引き当てた出場者は、ビデオデッキ、カラーテレビ、毛皮のコートなどの高額商品を貰って次の出場者にバトンタッチできたが、「失格」カードを引いてしまうとその場でゲームセットとなり、賞品は没収された。カードを指定するかしないかは出場者本人の自由であり、観客はその間「さあ！さあ！どうするどうする…」と煽っていた。
全チームのターン終了後、獲得賞品の合計額が一番高かったチームのみが後半戦の「カプセル・スペシャル」に挑戦できた。

## 後半戦

### 第4回まで
放送第4回までの「カプセル・スペシャル」は、挑戦権を得たチームメンバー全員が1万円分の金券×200枚の入った透明ケースに入り、合図と同時にケース内に吹く風によって舞う金券を、制限時間20秒以内に好きなだけ掴み取るというものだった。この時も観客が「さあ！さあ！どうするどうする…」と煽っていた。そしてタイムリミットに近くなると、観客の煽り声も早くなっていった。
20秒が過ぎたらゲームは終了。掴み取れた金券は基本的にすべてチームメンバーの物となったが、当時の公正取引委員会の規定により、獲得可能なのは100万円分までとされた。

### 第5回以降
番組は、放送第5回をもって「カプセル・スペシャル」の内容を変更。賞品が金券から海外旅行になり、それに伴って出場者たちの掴み取る対象がアルミ箔に変更された。改定後のゲームでは、まず賞品獲得の合格ラインとするアルミ箔の重量をあらかじめ設定していた。その後は第4回までのゲームと同じ展開で、挑戦権を得たチームメンバー全員が制限時間20秒以内にできる限り多くのアルミ箔を掴み取っていた。
制限時間内に掴み取れたアルミ箔の重量が規定以上であれば、チームメンバーに海外旅行が贈られた。規定未満だった場合には失敗となり、海外旅行は視聴者の応募対象にされた。

## 放送リスト
| 回 | 放送日 （1976年） | サブタイトル                                                      | 出演者 | 備考                                                 |
| -- | ----------------- | ----------------------------------------------------------------- | --- | ---------------------------------------------------- |
| 1  | 10月1日           | 二郎さんの開会宣言                                                | 千昌夫、西城秀樹、松本ちえこ、ガッツ石松、麒麟児（後の十九代目北陣親方）、若三杉（後の十八代目間垣親方）、高見山（十二代目東関親方） |                                                      |
| 2  | 10月8日           | 今夜あなたへ二郎さんの大プレゼント                                | 郷ひろみ、桜田淳子、岡田奈々 |                                                      |
| 3  | 10月15日          | 今夜あなたに12万9千円！ダイヤ！ピアノ！ハワイツアーの大プレゼント | 麻丘めぐみ、西川峰子 |                                                      |
| 4  | 10月22日          | 大乱舞○○万！二郎さんの見なきゃそんそん大当たり！                  | ずうとるび、安西マリア |                                                      |
| 5  | 10月29日          | 新形式カプセル対決！必見ビッグプレゼント決戦！                    | 五木ひろし、小柳ルミ子、岩崎宏美 | この回をもって「カプセル・スペシャル」の内容を変更。 |
| 6  | 11月5日           | 大反響！夢のカプセル大勝負！                                      | 野口五郎、細川たかし、園まり |                                                      |
| 7  | 11月12日          | 大爆発！ビッグプレゼント大量放出！テレビと電話であなたに直結      | 殿さまキングス、内藤やす子、キャシー中島                                                                                             |                                                      |
| 8  | 11月19日          | 連続Wパンチ炸裂                                                   | あのねのね、フィンガー5、正司敏江・玲児                                                                                              |                                                      |
| 9  | 11月26日          | ドカンと一発！大プレゼント大量放出                                | フォーリーブス、三木聖子、牧伸二 |                                                      |
| 10 | 12月3日           | ドカンドカンとビッグプレゼント集中砲火!!                          | 由紀さおり、朝田のぼる、海原千里・万里                                                                                               |                                                      |
| 11 | 12月17日          | ズバッズバ！と大量ビッグ賞品年末大奉仕                            | 都はるみ、アン・ルイス、初代林家三平                                                                                                 |                                                      |
| 12 | 12月24日          | X'マスイブにおくる今夜あなたに最後の挑戦                          | あいざき進也、ゴールデンハーフスペシャル、東八郎                                                                                     |                                                      |

参考：『朝日新聞縮刷版』朝日新聞社、1976年10月1日 - 同年12月24日付のラジオ・テレビ欄。

## 備考
企画段階では参加者は一般からの参加者で、ケースの中身も金券ではなくて壱万円札としていたが、公正取引委員会の規定によってできなくなった。
| フジテレビ系列 金曜20:00枠                                    | フジテレビ系列 金曜20:00枠                        | フジテレビ系列 金曜20:00枠                                    |
| 前番組                                                        | 番組名                                            | 次番組                                                        |
| ------------------------------------------------------------- | ------------------------------------------------- | ------------------------------------------------------------- |
| あなたが選ぶ今週のベストワン （1976年4月2日 - 1976年9月17日） | さあ!どうする! （1976年10月1日 - 1976年12月24日） | アタック・ザ・ワールドカップ （1977年1月7日 - 1977年3月25日） |